# سوليفيناسين
سوليفيناسين(بالإنجليزية: Solifenacin)‏، الاسم التجاري هو فيسيكير (Vesicare) هو مضاد للتشنجات البولية في طبقة مضاد المسكارين. يستخدم في علاج فرط نشاط المثانة (Overactive bladder) أو نحث سلس البول . يتم تصنيعه وتسويقه من قبل شركة استيلاس (Astellas).

## الأستعمالات
السوليفيناسين هو دواء لعلاج نشاط المثانة المفرط، الذي يظهر بتبول ملحي متواتر وعدم السيطرة على التبول حيث يصبح التبول لاارادي.

## الية العمل
لهذا الدواء نشاط مضاد للكولينيات (Anticholinergic) يتمثل بحصر مستقبلات المساكرين (Muscarinic Receptors) للناقل العصبي اسيتيلكولين (Acetylcholine) المتواجدة في العضلات الملساء وفي الغدد، كنتيجة لذلك يثبط تقلص المثانة، يحدث ارتخاء لعضلة المثانة، ويصبح من الممكن تخزين كميات أكبر من البول في المثانة.

## الاثار الجانبية
ان النشاط المضاد للكولينيات الخاص بالسوليفيناسين غير انتقائي (Nonselective) ويساهم في ظهور اثار جانبية مثل:حرارة مرتفعة ووجه متورد، توسع احداق العينين، رؤية مشوشة، فرط ضغط الدم، نبض قلب سريع، صعوبة تبول، غثيان، تقيؤ، تشنجات، ارتجاف وغيبوبةفي بعض الحالات.جفاف الفم، جفاف العين، جفاف الجلد والامساك.

## طرق الاستعمال
يتم تناول السوليفيناسين على شكل أقراص في جرعة واحدة باليوم وزنها من 5 إلى 10 ملغرامات، مرة في اليوم.وبداية الغعالية تظهر خلال عدة ساعات ولمدة 24 ساعة.
يمكن تناول الدواء مع أو بدون الطعام. لا يؤثر الغذاء على نشاط الدواء، ولكن من المفضل تقييد استهلاك القهوة، الشاي والكحول، إذ قد تؤدي هذه المواد لتفاقم اعراض المرض.